# Bernard Moras
Bernard Blasius Moras (ur. 10 sierpnia 1941 w Kuppepadavu) – indyjski duchowny katolicki, arcybiskup Bangalore w latach 2004–2018.

## Życiorys
Święcenia kapłańskie otrzymał 6 grudnia 1967.

## Episkopat
30 listopada 1996 został mianowany biskupem diecezji Belgaum. Sakry biskupiej udzielił mu 25 lutego 1997 ówczesny arcybiskup Bombaju - kard. Simon Pimenta.
22 lipca 2004 papież Jan Paweł II mianował go arcybiskupem Bangalore.
19 marca 2018 papież przyjął jego rezygnację z pełnionego urzędu, złożoną ze względu na wiek.